# Las Mercedes (Sonora)
Las Mercedes es una población agrícola del municipio de San Miguel de Horcasitas ubicada en el centro del estado mexicano de Sonora. Según los datos del Censo de Población y Vivienda realizado en 2010 por el Instituto Nacional de Estadística y Geografía (INEGI), Las Mercedes tiene un total de 1147 habitantes.

## Geografía
Las Mercedes se sitúa en las coordenadas geográficas 29°21′51″ de latitud norte y 110°57′08″ de longitud oeste del meridiano de Greenwich, a una elevación de 407 metros sobre el nivel del mar.